# 綠茶樺蛾
綠茶樺蛾，舊稱綠茶蠶蛾或黑點黃蠶蛾，同物異名狭黑腰茶桦蛾，为樺蛾科茶樺蛾屬的物种，分布於中國東部至南部（浙江、江西、福建、湖南、廣東、廣西、海南、陝西）、臺灣、越南與緬甸。种加词 olivacea 意为“橄榄绿的”。